# 菩提寺 (上海)

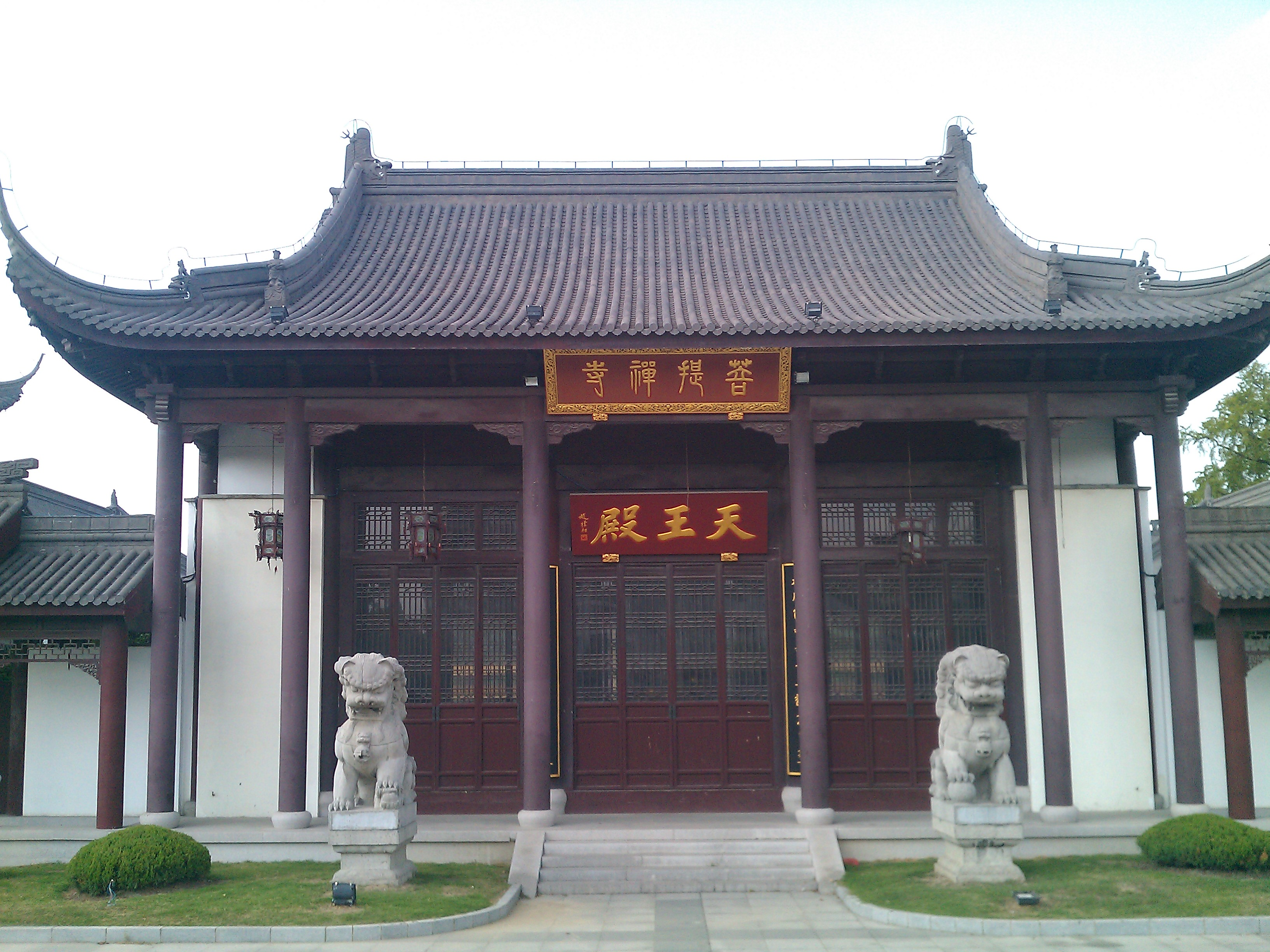
上海菩提寺

菩提寺是上海市境内的一座佛寺，现址位于嘉定区安亭镇的安亭老街。

## 历史
始建于三国孙吴时期（239年），是嘉定境内最早的佛寺，也是上海历史最悠久的佛寺之一。宋朝正式得名为“菩提寺”，明代著名学者归有光曾在寺内创办震川书院。国共内战时期菩提寺原寺庙曾被毁坏殆尽，2005年菩提寺由上海市嘉定区政府启动重建，2006年重新开放。